# 北村透谷 わが冬の歌
『北村透谷 わが冬の歌』（きたむらとうこく わがふゆのうた）は、1977年12月17日に公開された山口清一郎監督の日本映画である。明治時代の文学者である北村透谷が、自由民権運動から文学に転じていく半生を、フィクションも交えて描いた。

## キャスト
- みなみらんぼう - 北村透谷
- 田中真理 - 北村美那 / 蝶
- 石橋蓮司 - 大矢蒼海
- 河原崎次郎 -  平野友輔
- 西塚肇 - 島崎藤村
- 堀内正美 - 山路愛山
- なぎらけんいち - 川上音二郎
- 藤真利子 - 樋口一葉
- 鳥居恵子 - 斉藤冬子
- 萩尾みどり -  富井松子
- 沖雅也 - 石坂公歴

## スタッフ
- 監督 - 山口清一郎
- 製作 - 富山加津江
- 脚本 - 菅孝行
- 撮影 - 田村正毅
- 美術 - 育野重一
- 編集 - 山地早智子
- 音楽 - 高橋悠治
- 助監督 - 崔洋一